# Raeden Greer
Raeden Greer (* 3. August 1988 in New York City) ist eine US-amerikanische Schauspielerin.

## Leben
Greer begann sich in bereits sehr jungen Jahren für das Schauspiel zu interessieren. Ihre erste Rolle hatte sie in dem Kurzfilm Still Life. Im gleichen Jahr folgte eine Besetzung im Spielfilm Freelancers, ein Jahr danach in Der letzte Exorzismus: The Next Chapter. 2013 hatte sie die Hauptrolle im Kurzfilm Mary. Von 2013 bis 2014 war sie in fünf Episoden der Fernsehserie American Horror Story in der Rolle der Pauline LaLaurie zu sehen. 2015 war sie in dem Film Maggie neben Schauspielern wie Arnold Schwarzenegger zu sehen. 2019 hatte Greer eine Besetzung in einer Episode der Fernsehserie Navy CIS: New Orleans.

## Filmografie
- 2012: Still Life (Kurzfilm)
- 2012: Freelancers
- 2013: Der letzte Exorzismus: The Next Chapter (The Last Exorcism: Part II)
- 2013: The Door
- 2013: Seelen (The Host)
- 2013: Ladies’ Man: A Made Movie (Fernsehfilm)
- 2013: Homefront
- 2013: Mary (Kurzfilm)
- 2013–2014: American Horror Story (Fernsehserie, 5 Episoden)
- 2015: Der Knastcoach (Get Hard)
- 2015: Maggie
- 2015: Magic Mike XXL
- 2015: American Hero
- 2018: Landing Up
- 2019: Navy CIS: New Orleans (NCIS: New Orleans) (Fernsehserie, Episode 5x19)